# 2020年6月21日の日食
本項では、2020年6月21日の日食（観測地域により金環日食あるいは部分日食）について述べる。

## 概要

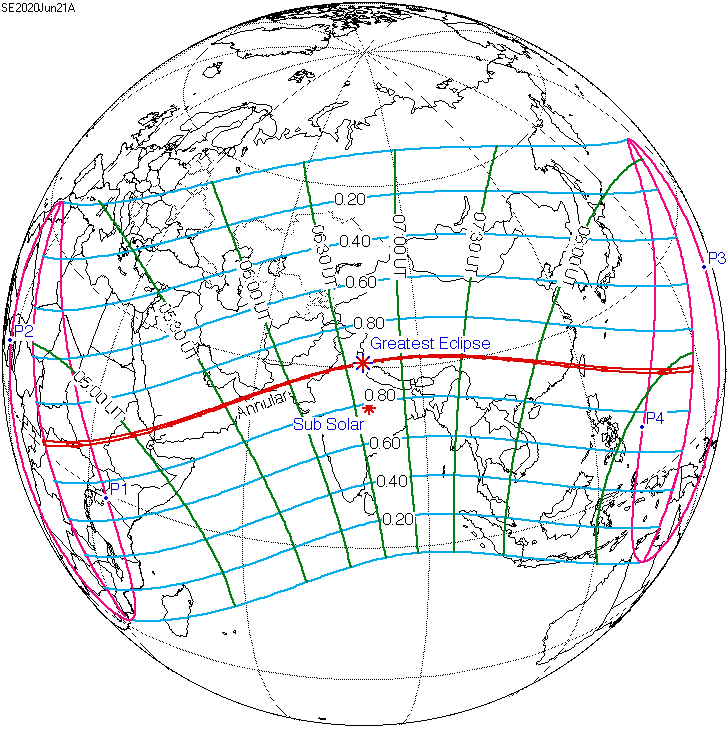
日食が観測される地域

日食は、月が地球と太陽の間を横切る際に起き、地球から見た太陽の像が完全または部分的に隠れることで発生する。金環日食は、月の視直径が太陽のものよりも小さい時に起こり、太陽の光がほぼ遮られて、環のように見える。この時、その周辺の長さ数千 kmの地域で部分日食が見られる。
2020年6月21日の日食は、2020年代で初めて発生した日食であり、サロス周期は137番。この日食での金環食帯は世界協定時（UTC）4時49分頃に、アフリカ大陸の中央部、コンゴ民主共和国とコンゴ共和国の国境付近で発生し、その後南スーダン、エチオピア、エリトリア、アラビア半島南部、パキスタン、インド北部、チベット高原、中国南部、台湾などを通過し、8時30分頃にグアム島の南東約320 kmの太平洋上で消滅した。この日食で、金環食帯は約14,600 kmに渡って地球上を移動し、地球の表面全体の0.13%で金環日食が観測された。同日3時46分頃から9時34分頃までは、アフリカの大部分、アジア中南部、日本、東南アジアなどの広い地域が部分食帯に入った。
この日食の最大食は、インドと中国の国境付近にあるナンダ・デヴィ国立公園の東端付近に位置するが、この日食の金環食帯はかなり小さく、最大食の地域では約38秒、金環食帯の発生地点であるアフリカ中央部でも約1分22秒しか継続しない。
この日食が発生する6月21日は夏至の日でもあり、夏至の日に日本国内で日食が観測されるのは1648年6月21日以来、372年ぶりである。世界全体においても、夏至の日に日食が発生するのは2001年6月21日の日食以来、19年ぶりとなった。

## 観測
2012年5月20日の日食以来、8年ぶりに金環食帯が通る台湾では金環食帯が通る金門県、澎湖県、嘉義県、嘉義市などからインターネット上へのライブ配信が行われた。中国では、瀘州市、銅仁市、衡陽市、厦門市を金環食帯が通った。インドで一般的な宗教であるヒンドゥー教では日食は不吉な出来事であると信じられており、祈りを捧げるヒンドゥー教徒の姿が見られた。

### 日本国内での観測
日本では全国で部分日食となり、札幌で食分0.290、東京で0.471、大阪で0.538、那覇で0.837と、南西に向かうほど食分が大きくなった。日本国内で最も金環食帯に近い先島諸島では、食分は0.9を超えた。日本国内で次に日食が観測されるのは2023年4月20日の日食（九州南部、南西諸島など一部地域のみ）、全国で観測可能な日食に限ると2030年6月1日の日食になる。
日本国内では梅雨前線や低気圧の影響で観測ができなかった地域もあったが、天候が安定していた日本海側を中心に、青森県、宮城県、新潟県、福井県、兵庫県、広島県、高知県、福岡県、先島諸島など各地で部分日食が観測された。2019年末から急速に広まった新型コロナウイルス感染症（COVID-19）の流行を受け、国立天文台は日食を観察する際の他者との密集・密接をしないよう注意を呼び掛け、また、対策を施した上で観察会などを実施した観測施設もあったが、感染症拡大防止の為それらのイベントを中止した施設もあった。

## 画像

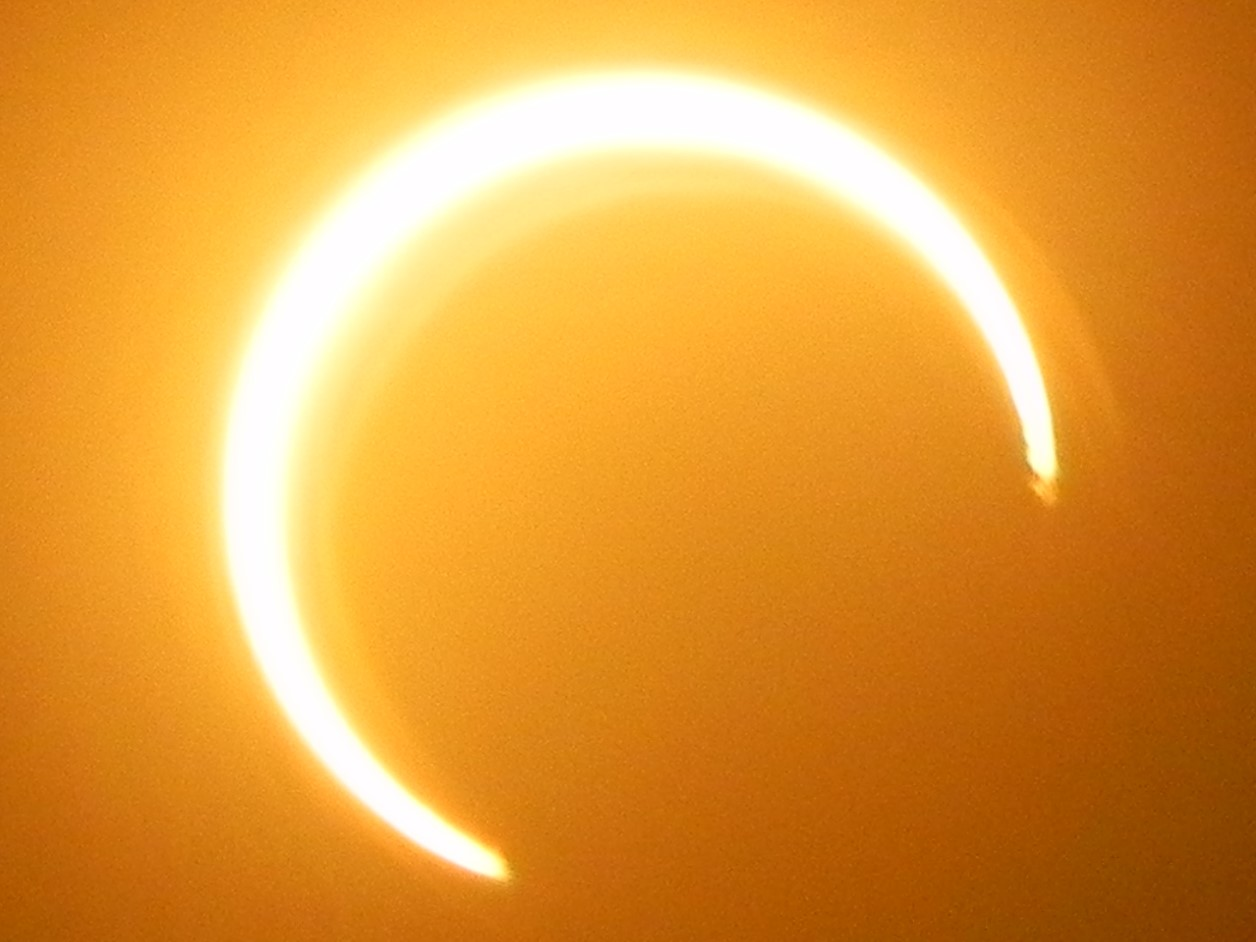
イエメン・サナアで撮影された部分日食
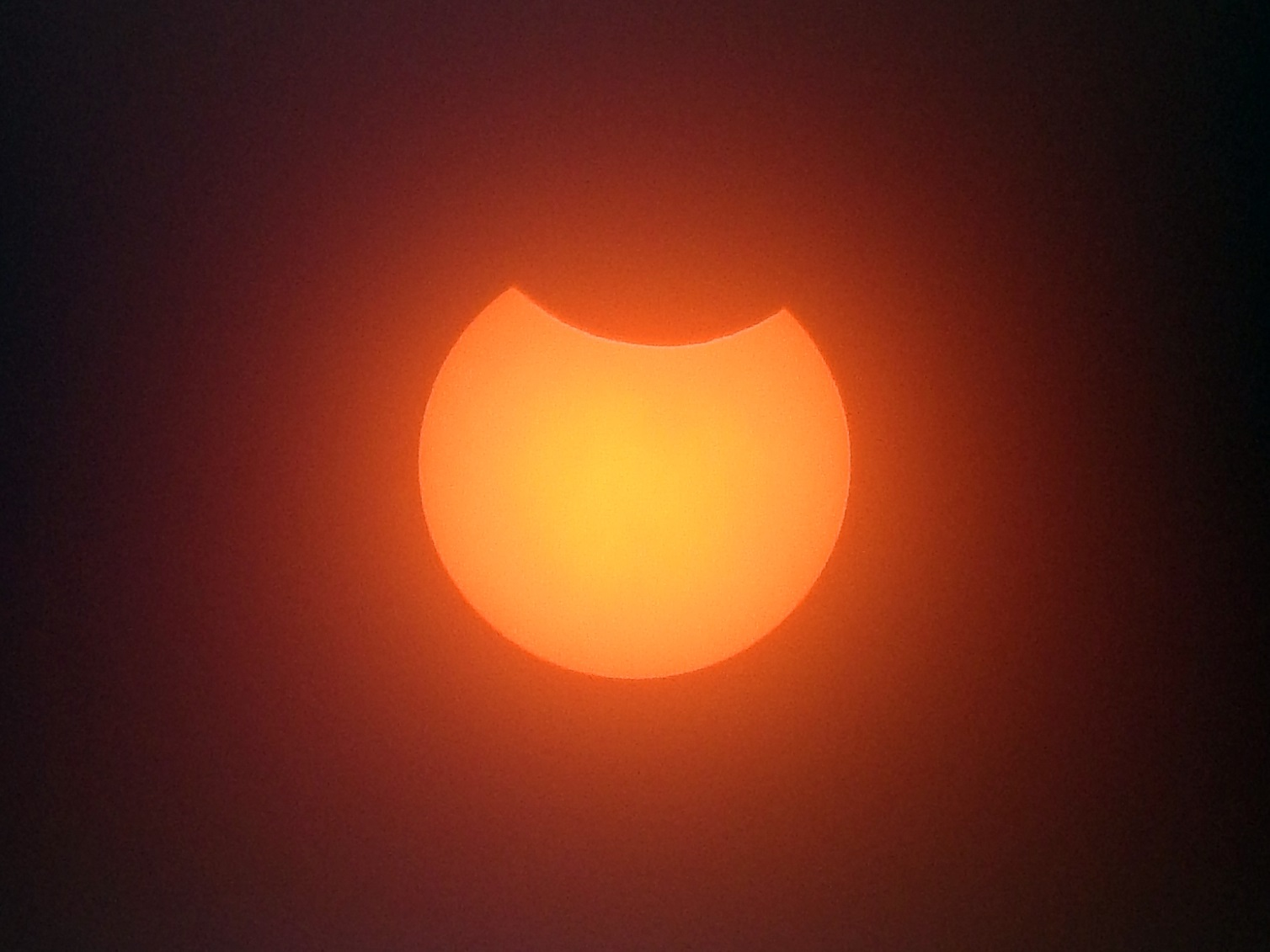
スリランカ・コロンボで撮影された部分日食
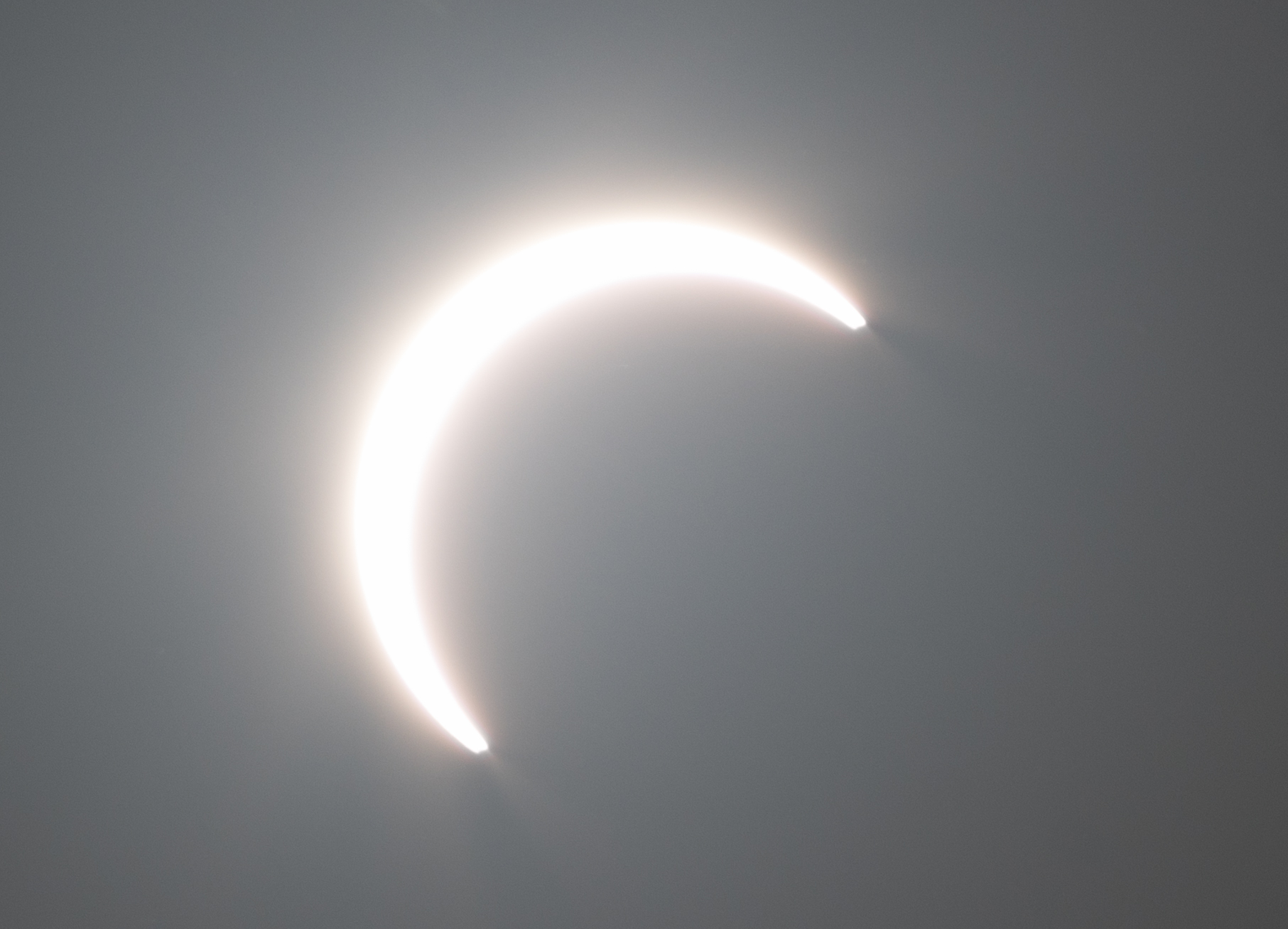
パキスタン・ラホールで撮影された部分日食
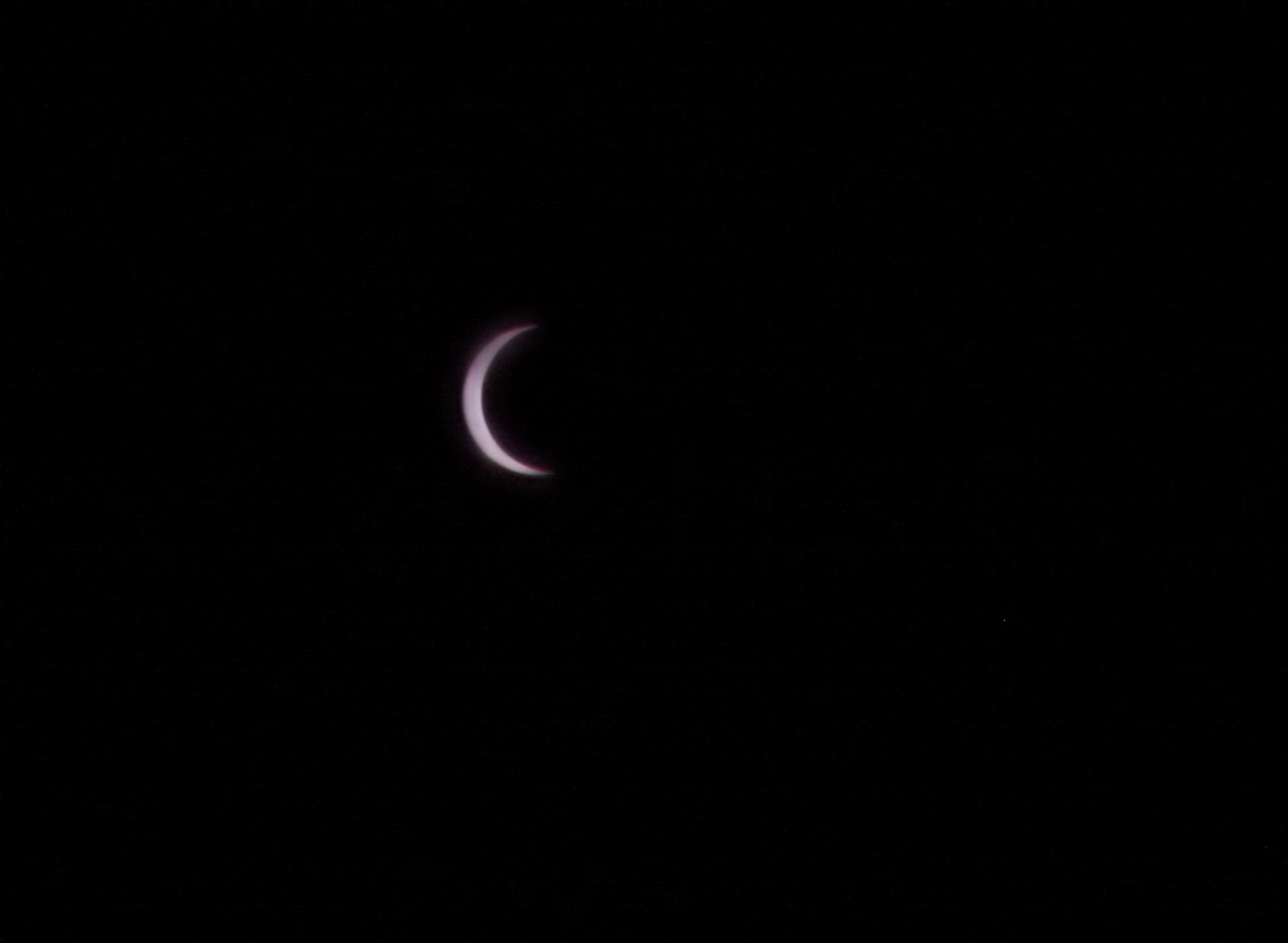
ネパール・カトマンズで撮影された部分日食
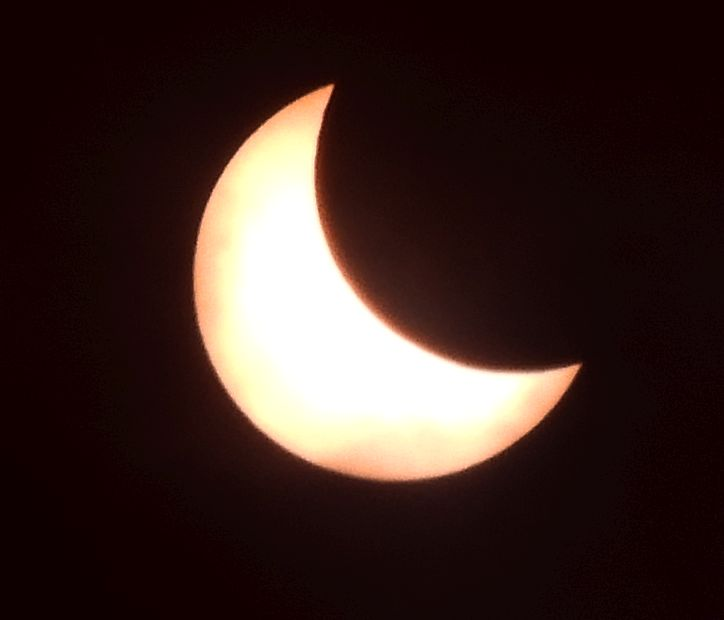
ネパール・カトマンズで撮影された部分日食
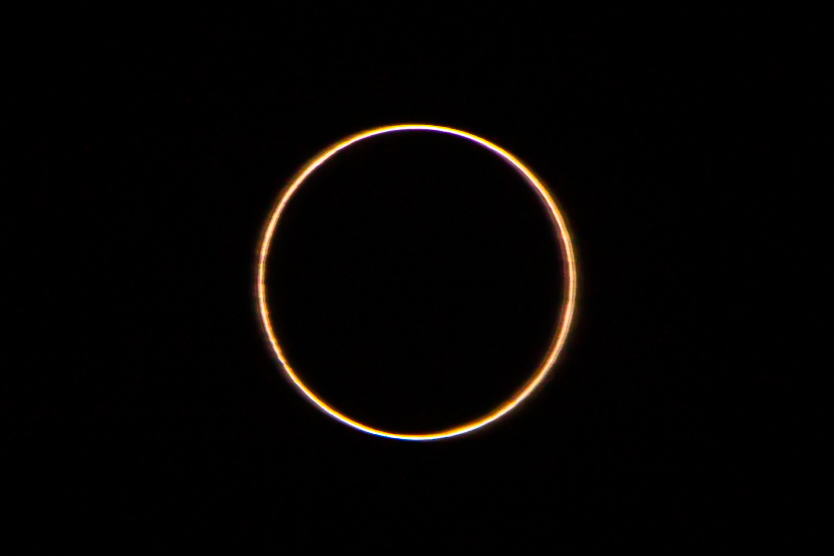
中国・廈門市で撮影された金環日食
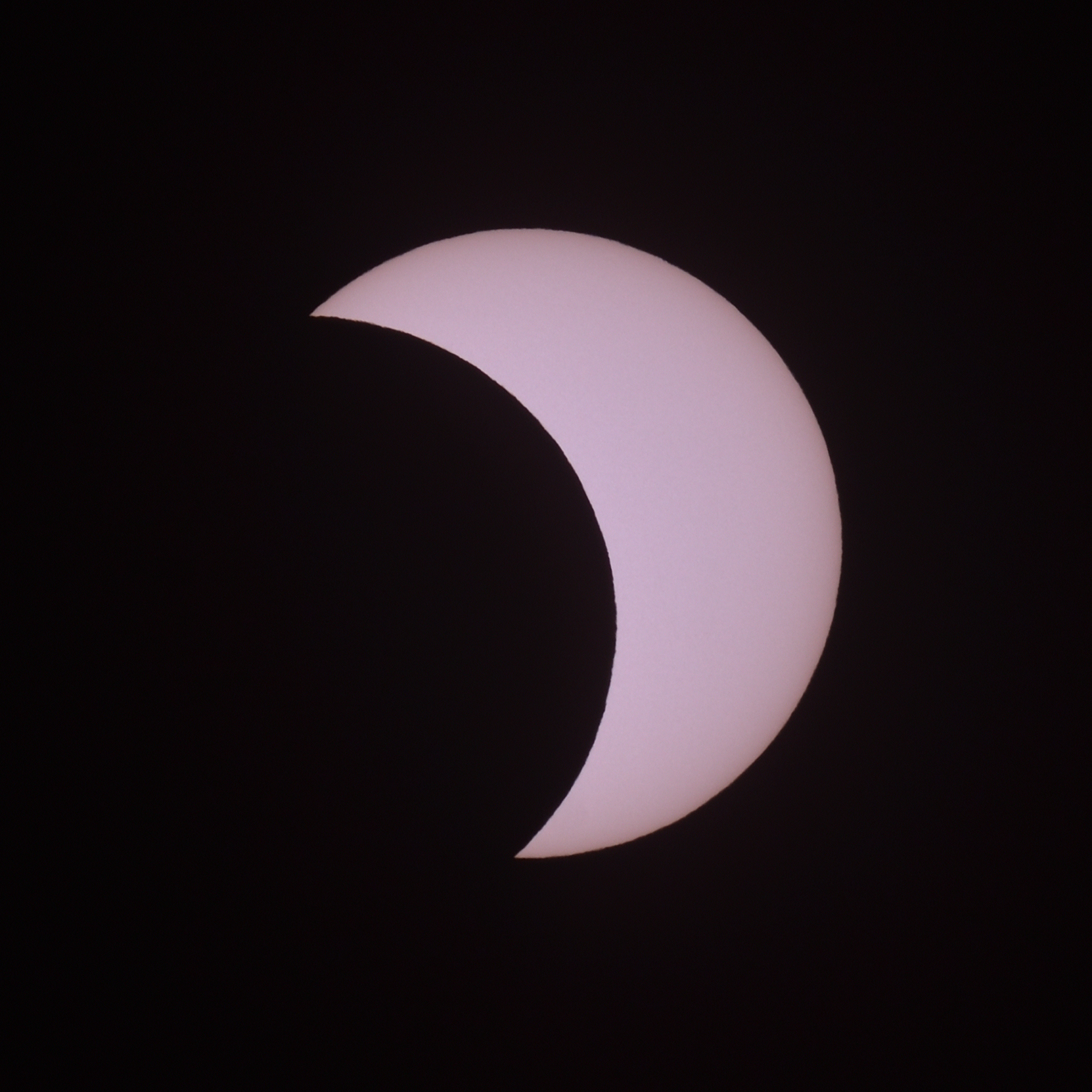
日本・福岡市で撮影された部分日食
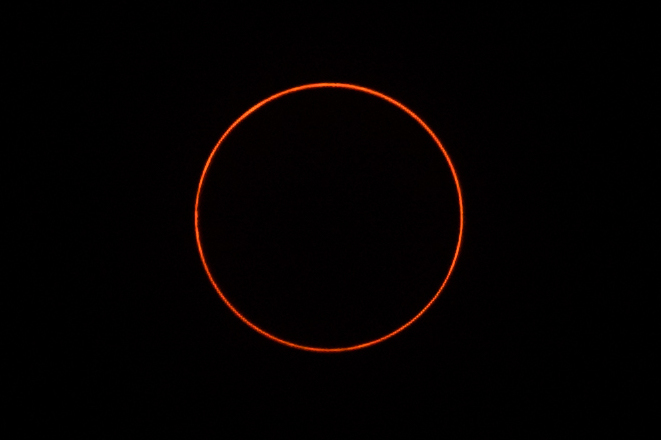
台湾・嘉義市で撮影された金環日食
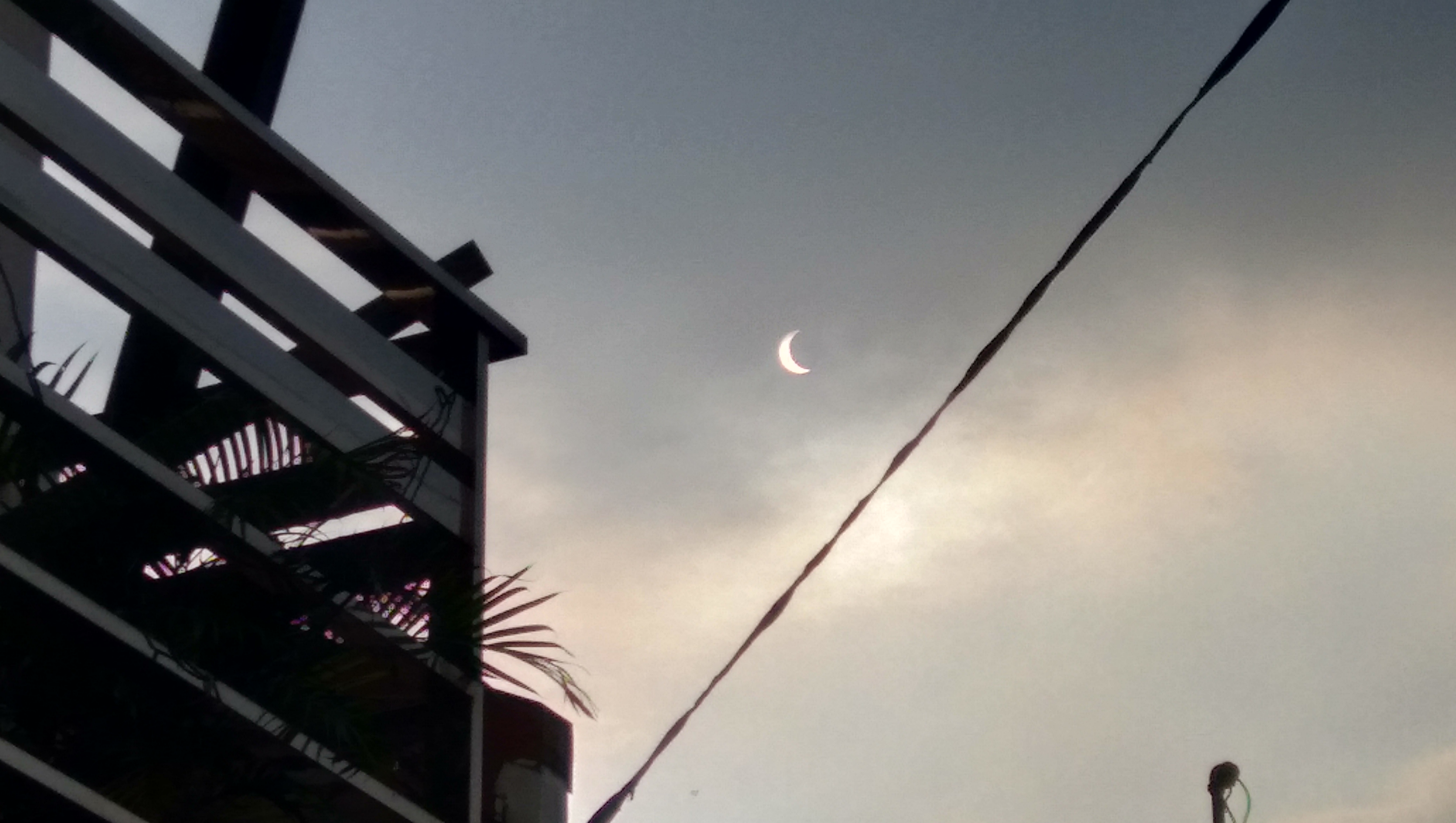
フィリピン・サン・ホセ・デル・モンティで撮影された部分日食
宇宙から撮影された地球に映る月の影